# 咸清
咸清（1144年—1150年）是西遼感天后蕭塔不煙代理國政時用的一個年號，待其子即位掌政，即改元紹興，共計7年。
元代史籍《遼史》並未記載何年改元咸清。錢大昕考訂認為丙辰年（1136年，錢謂此年是康國十年）十一月改元咸清，至壬戌年（1142年）十一月止，計7年。汪遠孫考訂認為甲子年（1144年）改元咸清，至庚午年（1150年）止，計7年。近代學者如紀安宗以1144年為改元咸清之年。
清代時有「感天元寶」的记载，有人認為是在感天后稱制時所鑄，另一说是越南李朝「天感元宝」之误，在吉尔吉斯斯坦考古发掘出的西辽钱均为年号钱而非尊号钱。

## 紀年對照表
| 咸清 | 元年   | 二年   | 三年   | 四年   | 五年   | 六年   | 七年   |
| ---- | ------ | ------ | ------ | ------ | ------ | ------ | ------ |
| 公元 | 1144年 | 1145年 | 1146年 | 1147年 | 1148年 | 1149年 | 1150年 |
| 干支 | 甲子   | 乙丑   | 丙寅   | 丁卯   | 戊辰   | 己巳   | 庚午   |

## 同期存在的其他政权年号
- 中國
  - 紹興（1131年－1162年）：南宋—宋高宗趙構之年號
  - 皇統（1141年－1149年）：金—金熙宗完颜亶之年號
  - 天德（1149年－1153年）：金—金海陵王完顏亮之年號
  - 天興（1147年）：金朝時期—熬羅孛極烈之年號
  - 人慶（1144年－1148年）：西夏—夏仁宗李仁孝之年號
  - 天盛（1149年－1169年）：西夏—夏仁宗李仁孝之年號
  - 廣運（1138年－1147年）：大理—段正嚴之年號
  - 永貞（1147年－1148年）：大理—段正興之年號
  - 大寳（1149年－1156年）：大理—段正興之年號
- 越南
  - 大定（1140年－1162年）：李朝—李天祚之年號
- 日本
  - 康治（1142年－1144年）：近衛天皇之年号
  - 天養（1144年－1145年）：近衛天皇之年号
  - 久安（1145年－1151年）：近衛天皇之年号

## 深入閱讀
- 李崇智. . 北京: 中華書局. 2004年12月. ISBN 7101025129.
- 鄧洪波.  (pdf). 臺北: 國立臺灣大學東亞經典與文化研究計劃. 2005年3月  [2021-11-28]. ISBN 9789860005189. （原始内容存档于2007-08-25）.

| 前一年號： 康國 | 西辽年号 | 下一年號： 續興 |